# براهين وجود الله (كتاب)
يتناول هذا الكتاب قضية دلائل إثبات وجود الخالق، حيث بدأ المؤلف وهو الدكتور سامي عامري بمدخل معرفي إلى سؤال الإيمان والإلحاد، ثم ذكر برهان النفس، ثم ذكر آيات الله في وجود الوجود، ثم آيات الله في نظم الكون، حيث ذكر برهان النظم الدقيق، وبرهان النظم في عالم الأحياء، وبرهان النظم الأحيائي، والجمال الشفيف.